# David Walkowiak
David John Walkowiak (ur. 18 czerwca 1953 w Cleveland) – amerykański duchowny katolicki polskiego pochodzenia, biskup Grand Rapids od 2013.

## Życiorys
Święcenia kapłańskie otrzymał 9 czerwca 1979 i inkardynowany został do rodzimej diecezji Cleveland. Był m.in. wykładowcą diecezjalnego seminarium, wicekanclerzem kurii, pomocniczym wikariuszem sądowym oraz proboszczem parafii w Chagrin Falls.
18 kwietnia 2013 papież Franciszek mianował go biskupem diecezji Grand Rapids w metropolii Detroit. Sakry udzielił mu 18 czerwca 2013 metropolita Detroit - arcybiskup Allen Vigneron.